# ساستد
ساستد (به انگلیسی: Sustead) یک روستا و محله مدنی در بریتانیا است که در North Norfolk واقع شده‌است. ساستد ۶٫۸۴ کیلومتر مربع مساحت و ۲۱۵ نفر جمعیت دارد.